# DStv (Fernsehen)
Digital Satellite Television (eher bekannt unter DStv) ist das digitale Mehrkanal-Bezahlfernseh-Angebot von MultiChoice in Afrika. Der Betrieb begann 1995. 
Es wird im südlichen Afrika auf Ku band gesendet. Zum Empfang ist lediglich eine relativ kleine Satelliten-Empfangsanlage nötig. Andere Länder in Afrika empfangen DStv über Ku band und C-Band, für dessen Empfang eine größere Anlage erforderlich ist. In Südafrika können ebenfalls die drei öffentlich-rechtlichen Sender der South African Broadcasting Corporation, namentlich SABC1, SABC2 und SABC3, sowie der Privatsender e.tv digital empfangen werden. In anderen Ländern können Abonnenten lediglich SABC Africa empfangen. Gleiches gilt z. B. auch für den öffentlich-rechtlichen Sender Namibias, Namibian Broadcasting Corporation (NBC), der nur in Namibia empfangen werden kann.
DStv gilt als eines der innovativsten und modernsten Bezahlfernseh-Angebote weltweit. Hierzu zählt unter anderem der Personal Video Recorder (PVR), der gleichzeitiges Aufnehmen und Abspielen von Sendungen erlaubt.
DStv bietet neben dem Standard-Bouquet auch ein portugiesisches sowie indisches Bouquet an. Das deutsche Bouquet wurde 2007 eingestellt und wurde teilweise von Deukom übernommen.